# Jan Matejko
Pour les articles homonymes, voir Matejko.
Jan Alojzy Matejko, né le 24 juin 1838 à Cracovie et mort le 1er novembre 1893 dans la même ville, est un peintre polonais.
Considéré comme le plus grand peintre historique polonais de tous les temps, il est célèbre pour ses œuvres représentant les grands personnages et événements de l'histoire de la Pologne, comme la bataille de Grunwald.

## Biographie
Son père, Franciszek Matejko était originaire de Roudnice qui vint s'installer en Galicie pour y enseigner la musique. Il déménagea à Cracovie où il épousa Joanna Karolina Rossberg, fille d'une riche famille bourgeoise germano-polonaise. Jan était le neuvième de leurs onze enfants.
Dès son plus jeune âge, Il développa un talent hors du commun pour les arts plastiques, ce qui lui permit de continuer l'école malgré ses difficultés dans les autres matières.
Il fit ses études à l'École des beaux-arts de Cracovie (1852-1858), puis à Munich (1859). Il alla également à Vienne (1860) mais il en revint rapidement insatisfait. C'est à Munich que Matejko trouva l'inspiration dans les œuvres de Paul Delaroche, concepteur de  l'« anecdote historique ». Sa formation artistique et idéologique se poursuivi ensuite dans un cercle bohème de Cracovie rassemblant de jeunes artistes, écrivains et historiens qui s'étaient rencontrés dans l'atelier de sculpture de Parys Filippi (en). Son amitié avec Józef Szujski, plus tard cofondateur de l'école historique de Cracovie, remonte à cette période.
En 1862, à l'âge de vingt-quatre ans, il peint l'un de ses tableaux les plus remarquables, Stańczyk (le bouffon du roi).
Ses deux frères, Edmund et Kazimierz participèrent à l'Insurrection polonaise de 1863. Jan, qui ne savait pas utiliser les armes et voyait mal, ne combattit pas mais il soutint le soulèvement financièrement et porta des armes aux insurgés à Goszcza.
En 1864, il épousa Teodora Giebułtowska dont il eut quatre enfants : Beata, Helena, Tadeusz et Jerzy. Leur cinquième enfant, Regina, mourut en bas âge.
En 1867, Matejko présenta sa toile Rejtan ou La chute de la Pologne  au Salon de Paris, au grand dam des descendants des grandes familles polonaises qui y vivaient et qui reconnurent leurs ancêtres sur la toile. Elle présente la scène de la ratification du premier partage de la Pologne par la Diète polonaise en 1773.
Matejko visita Paris (1867, 1870, 1878, 1880), Vienne (1866, 1867, 1870, 1872, 1873, 1882, 1888). En 1873, il se rendit également à Prague et à Budapest, et au tournant de 1878/79 et en 1883, il se rendit en Italie (Venise, Rome, Florence). En 1872, il passa plusieurs mois à Istanbul.
En 1873, il devint le premier professeur et directeur de l'École des beaux-arts de Cracovie. Il resta en fonction jusqu'à sa mort en 1893.
Il est enterré au cimetière Rakowicki de Cracovie.

## Œuvre
Mis à part des portraits, presque toutes ses toiles sont consacrées à l'histoire de la Pologne. Ses compositions monumentales d'une grande force d'expression et ses effigies des rois polonais dont les reproductions illustrent les manuels scolaires sont toujours très populaires dans le pays. C'est lui qui créa l'imaginaire historique polonais.
Depuis sa jeunesse, le romantique Matejko conçut son art au service de sa patrie, privée d'indépendance politique, et voulut éveiller, le pinceau à la main, le sentiment national. Il évoqua le passé historique avec passion et accusa les aristocrates au pouvoir d'être responsables de l'asservissement de la Pologne, partagée entre la Russie, l'Allemagne et l'Autriche (Stańczyk, Le Sermon de Skarga, Rejtan ou la chute de la Pologne).
Matejko s'efforçait d'atteindre une synthèse historique et philosophique plutôt que de peindre de simples faits historiques. Sur ses toiles apparaissent souvent des personnages n'ayant pas participé aux événements (comme Hugo Kołłątaj ou encore le général Józef Wodzicki (pl) dans Kościuszko à Racławice).
Les qualités picturales de l'artiste se révèlent surtout dans ses portraits, en particulier ceux de ses amis. Son Autoportrait est considéré comme son chef-d'œuvre.
En plus de l'activité pédagogique, Matejko participa aux travaux des comités de conservation des monuments historiques de sa ville. Il prit part à la rénovation de l'autel gothique de Wit Stwosz dans l'église Sainte-Marie (1867-69), du restaurant du bâtiment de Sukiennice (1875-79) et du château du Wawel (1886).
En 1890-91, il exécuta à la basilique Sainte-Marie de Cracovie, en collaboration avec ses élèves Józef Mehoffer et Stanisław Wyspiański, la magnifique peinture murale et la polychromie. Cette œuvre novatrice peut y être admirée encore aujourd'hui.

## Hommages
En 1882, Jan Matejko se vit attribuer le titre de citoyen d'honneur de Cracovie. Cependant, le grand artiste a renoncé à cet honneur dix ans plus tard pour protester contre la décision du conseil municipal de démolir les anciens bâtiments du monastère pour construire à la place le théâtre Juliusz-Słowacki.
Une place devant l'académie des Beaux-Arts de Cracovie dont il fut le premier directeur, est liée à l'attribution de ce titre et porte désormais son nom (place Matejko). Il s'agissait d’un hommage exceptionnel à l'artiste, car il est très rare qu’on attribue le nom d'un endroit public à un personnage vivant.
Après la mort de l'artiste, sa demeure cracovienne au 41 rue Floriańska, où il naquit et vécut, est devenue le premier musée biographique de Pologne. Le mobilier de la maison Jan Matejko rend de façon fidèle l'ambiance de l’époque.
Une statue en son honneur a été érigé en 2013 à l'occasion du 120e anniversaire de sa mort. Réalisée par Jan Tutaj qui s'est inspiré de l'Autoportrait de l'artiste, elle se trouve à côté du Barbacane en face de l'académie des Beaux-Arts.

## Distinctions et honneurs
- Chevalier de la Légion d'honneur, 1870 pour sa toile L'Union de Lublin (1869)
- Médaille d'or au Salon de Paris en 1867 pour le tableau Rejtan, représentant la protestation de Tadeusz Rejtan contre la Première partition de la Pologne acquis par l’empereur François-Joseph
- Kunst-medaille 1873 à Vienne
- Médaille Pro litteris et artibus
- Médaille d'honneur à l'exposition universelle de 1878.
- Croix de Commandeur de l'Ordre de Pie IX pour Jan Sobieski vainqueur des Turcs aux portes de Vienne (1883) offert au pape Léon XIII
- Docteur honoris causa de l'université Jagellonne en 1887[5].
- Membre de Académie des Beaux-Arts (1873) oraz Institut de France (1874), Académie des arts de Berlin (1874), Accademia Raffaello (it) (1878), Wiener Kunstlergenossenschaft (1888).

## Œuvres majeures
- Le tsar Szujski devant le roi Sigismond III (1853), Musée national de Wroclaw
- L'Empoisonnement de la reine Bona (1859), musée national de Varsovie ;
- Stańczyk (1862), huile sur toile, 88 × 120 cm, musée national de Varsovie ;
- Le Sermon de Skarga (1864) ; musée national de Varsovie (filière Palais Royal de Varsovie)
- Polonia 1863, (1864) Musée des Princes Czartoryski à Cracovie
- Rejtan ou la chute de la Pologne (1866), musée national de Varsovie (filière Palais Royal de Varsovie)
- L'Empoisonnement du duc Janusz de Mazovie, musée national de Varsovie (filière Palais Royal de Varsovie)
- Alchimiste Sędziwój (1867), Musée des Arts à Lodz
- Zygmunt August et Barbara Radziwiłł (1867) musée national de Varsovie ;
- L'Union de Lublin (1869) ; Musée de Lublin
- Batory à Psków (1872) ; musée national de Varsovie (filière Palais Royal de Varsovie)
- Copernic (1872) ; Collegium Novum de l'université Jagellonne à Cracovie
- Suspension de la Cloche Sigismond (1874) ; musée national de Varsovie;
- La Mort de Przemysl II (1875) ; galerie moderne de Zagreb ;
- La Bataille de Grunwald (1878) ; musée national de Varsovie;
- Hommage prussien (1882) ;  Musée National de Cracovie (filière Sukiennice)
- Sermons de Jan II Kazimierz Vasa (1983) Musée National de Wroclaw
- Jan Sobieski vainqueur des Turcs aux portes de Vienne (1883), Musée du Vatican
- Wernyhora (1883-1884) Musée National de Cracovie (filière Sukiennice);
- Jeanne d'Arc à Reims (1886), Rogalin, galerie Raczyński ;
- Kościuszko à Racławice (1888) Musée National de Cracovie (filière Sukiennice);
- La Constitution du 3 mai 1791 (1891) musée national de Varsovie (filière Palais Royal de Varsovie)
- Cycle L'Histoire de la civilisation en Pologne (1888) musée national de Varsovie(filière Palais Royal de Varsovie)
- Cycle Portraits des rois de Pologne (1890-1892) Musée National de Wroclaw
- Les Szujski devant le roi Sigismond III (1892), deuxième tableau Maison de Jan Matejko à Cracovie
- Autoportrait (1892) musée national de Varsovie
- Le Serment de Jean Casimir (1893), musée national de Wrocław.

## Galerie de tableaux

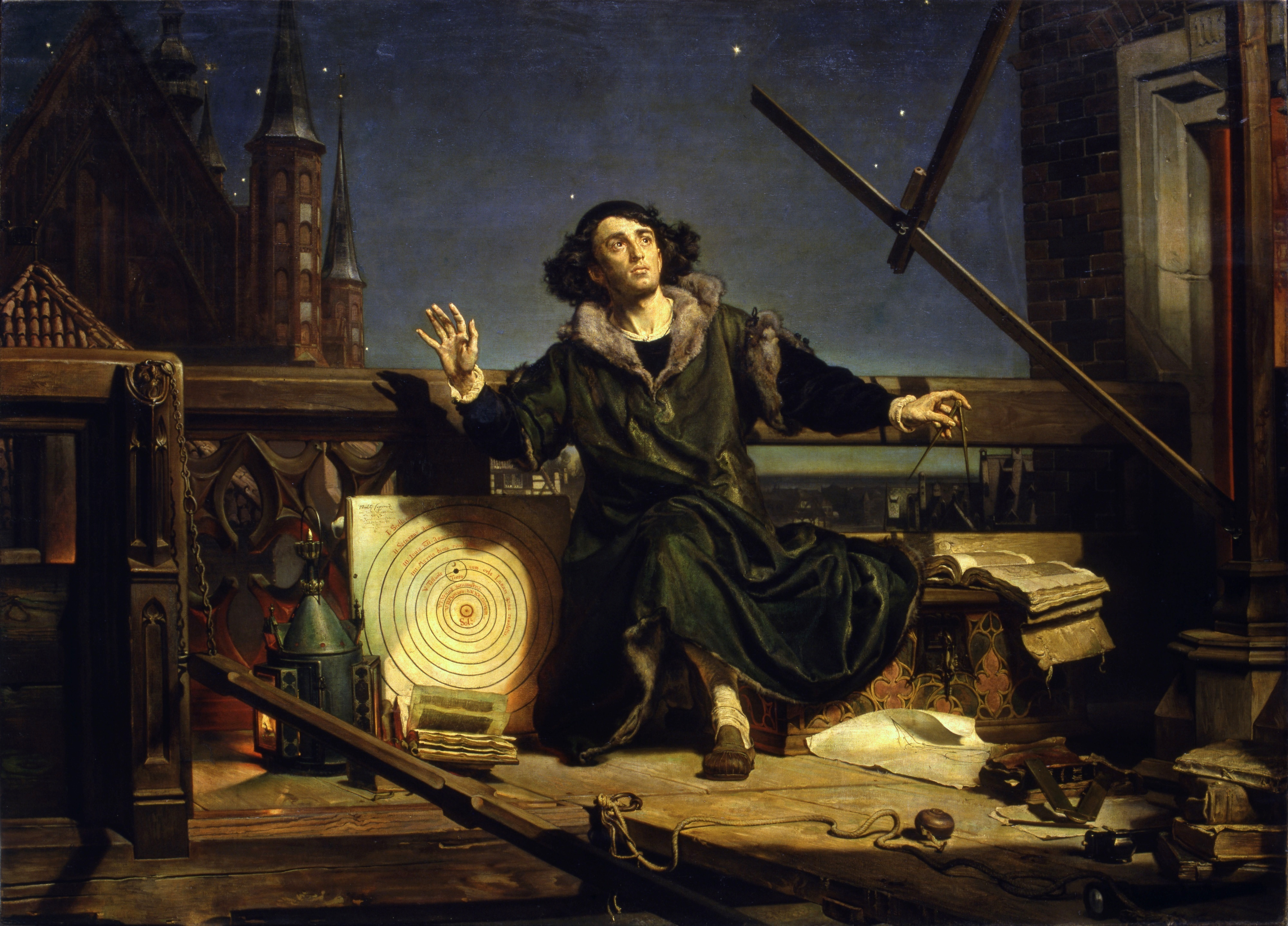
L'Astronome Copernic ou Conversations avec Dieu
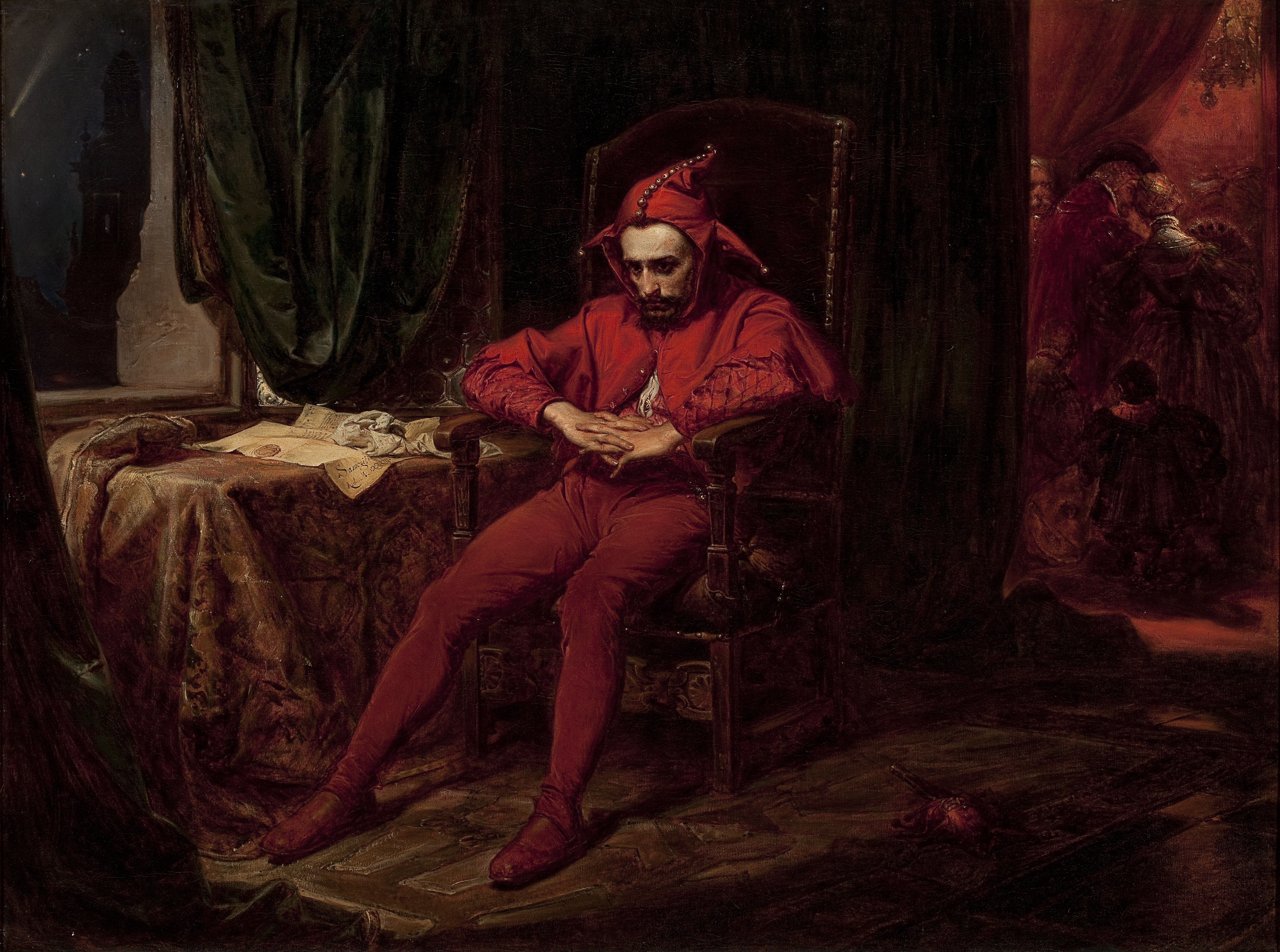
Stańczyk durant un bal à la cour de la reine Bona après la perte de Smoleńsk.
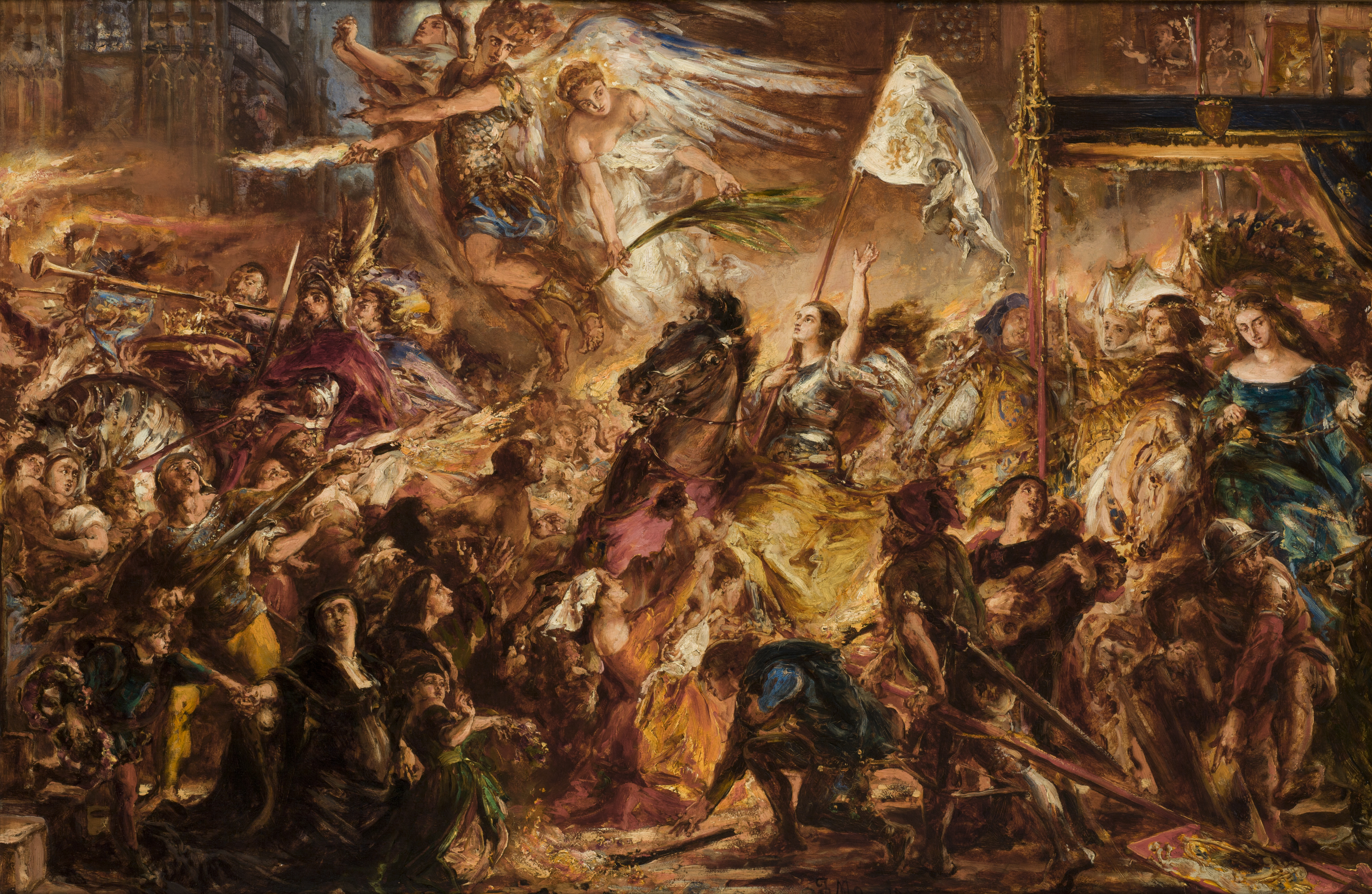
Jeanne d'Arc à Reims.
La Bataille de Grunwald
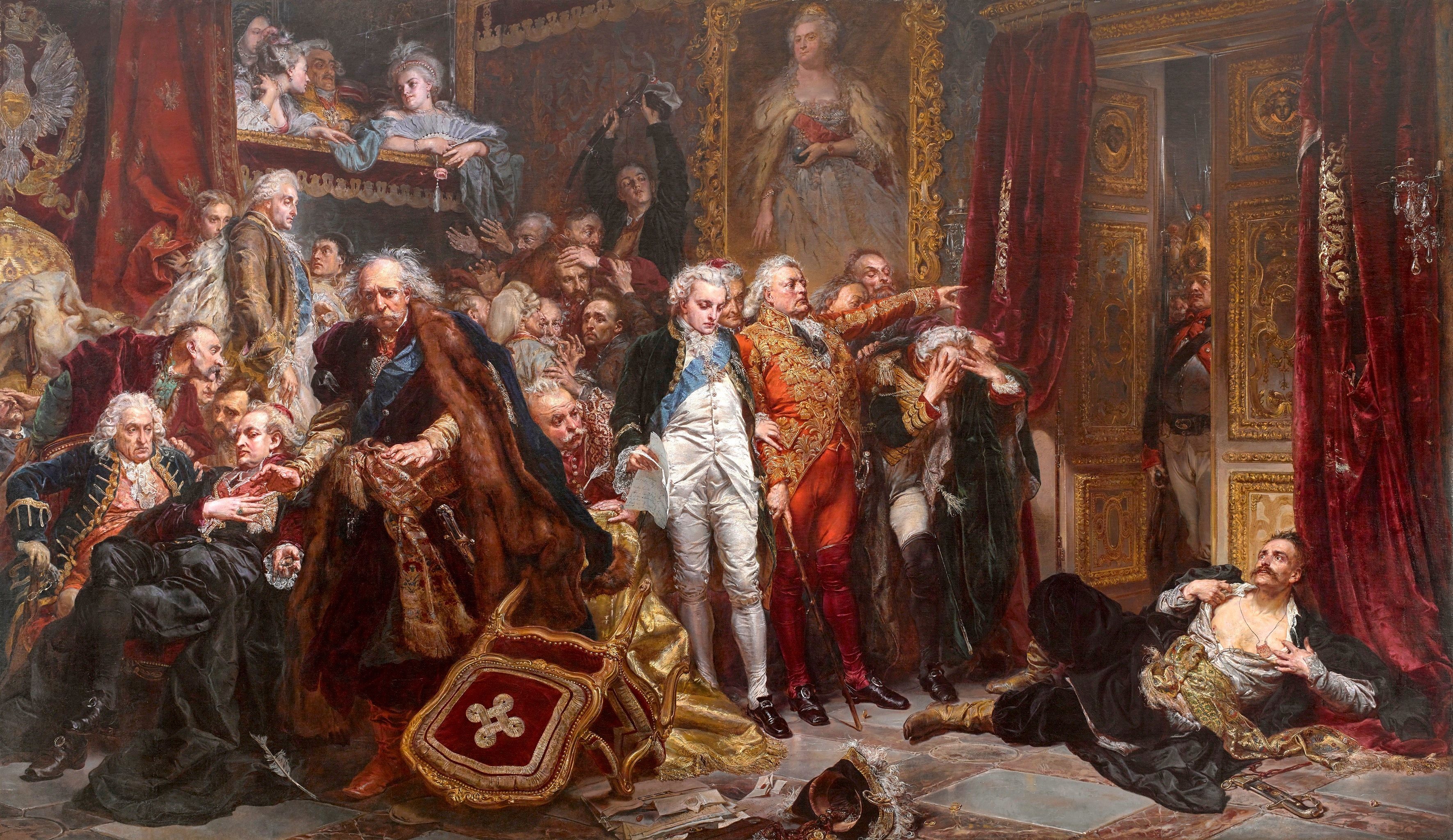
Rejtan ou La chute de la Pologne 1772.
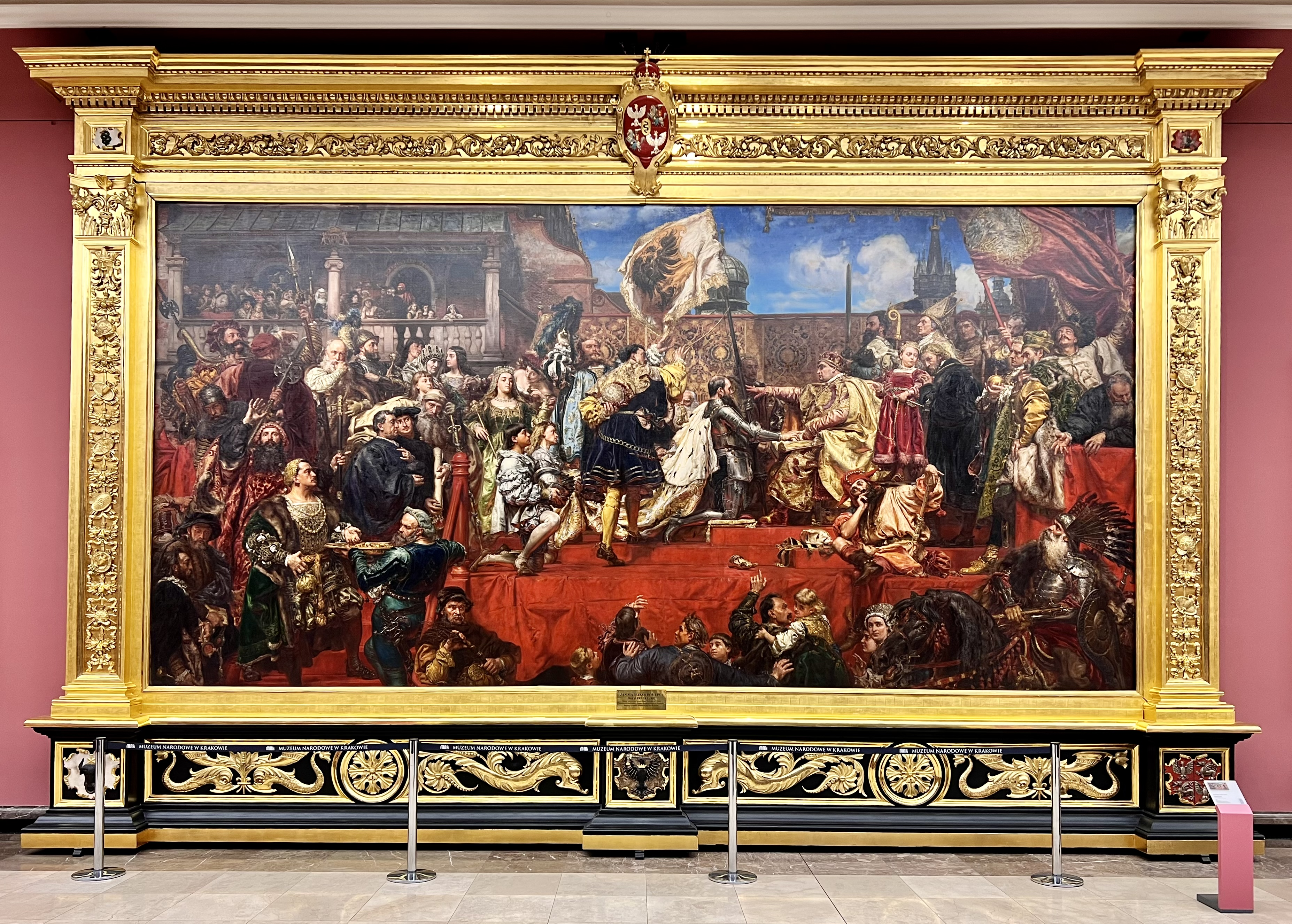
L'hommage prussien 1525.
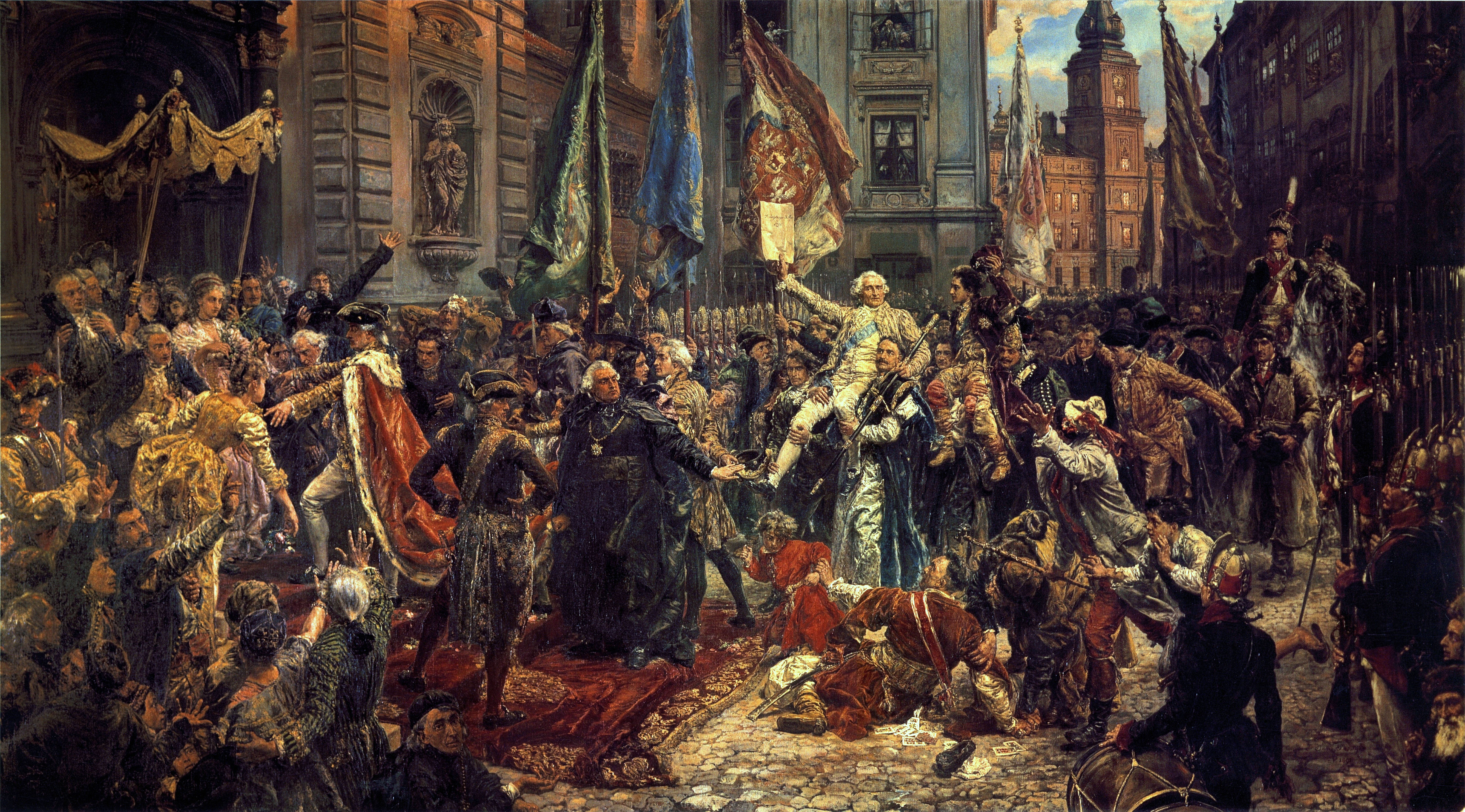
La Constitution du 3 mai 1791
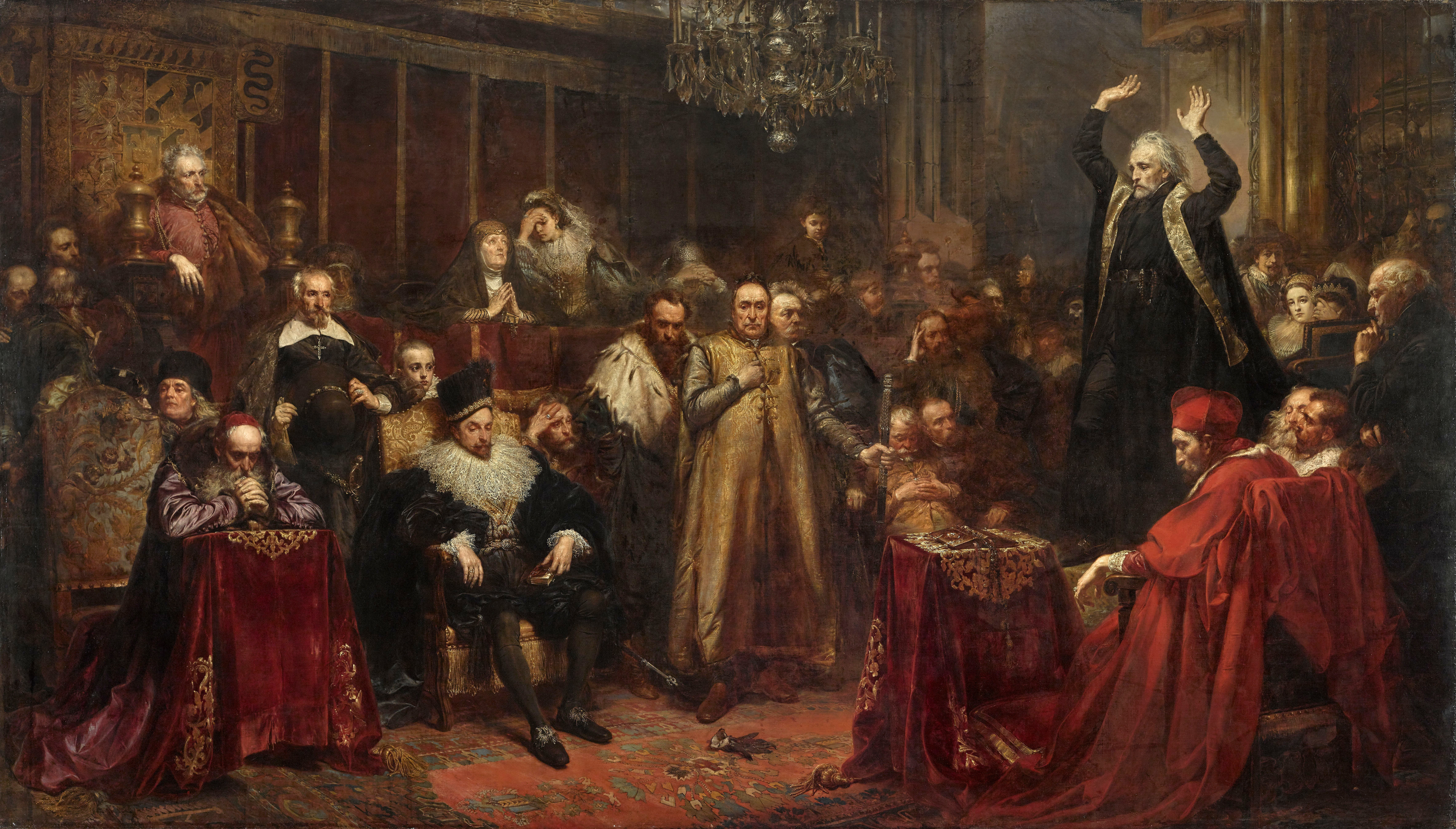
Le sermon de Piotr Skarga devant Zygmunt III Vasa.
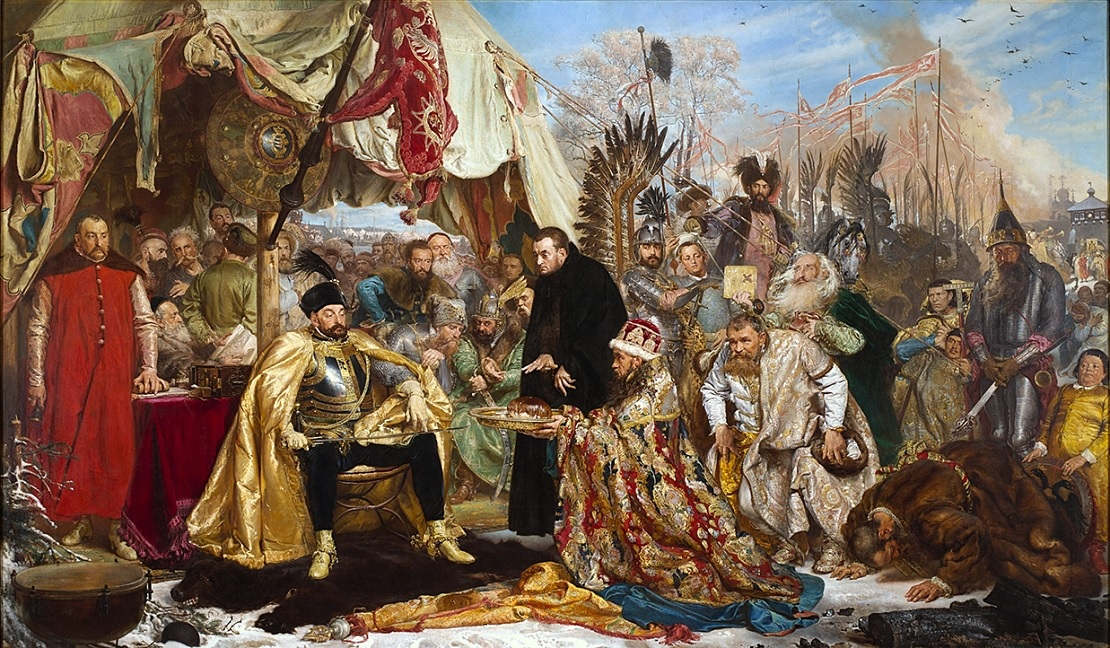
Étienne Báthory à Psków 1582.
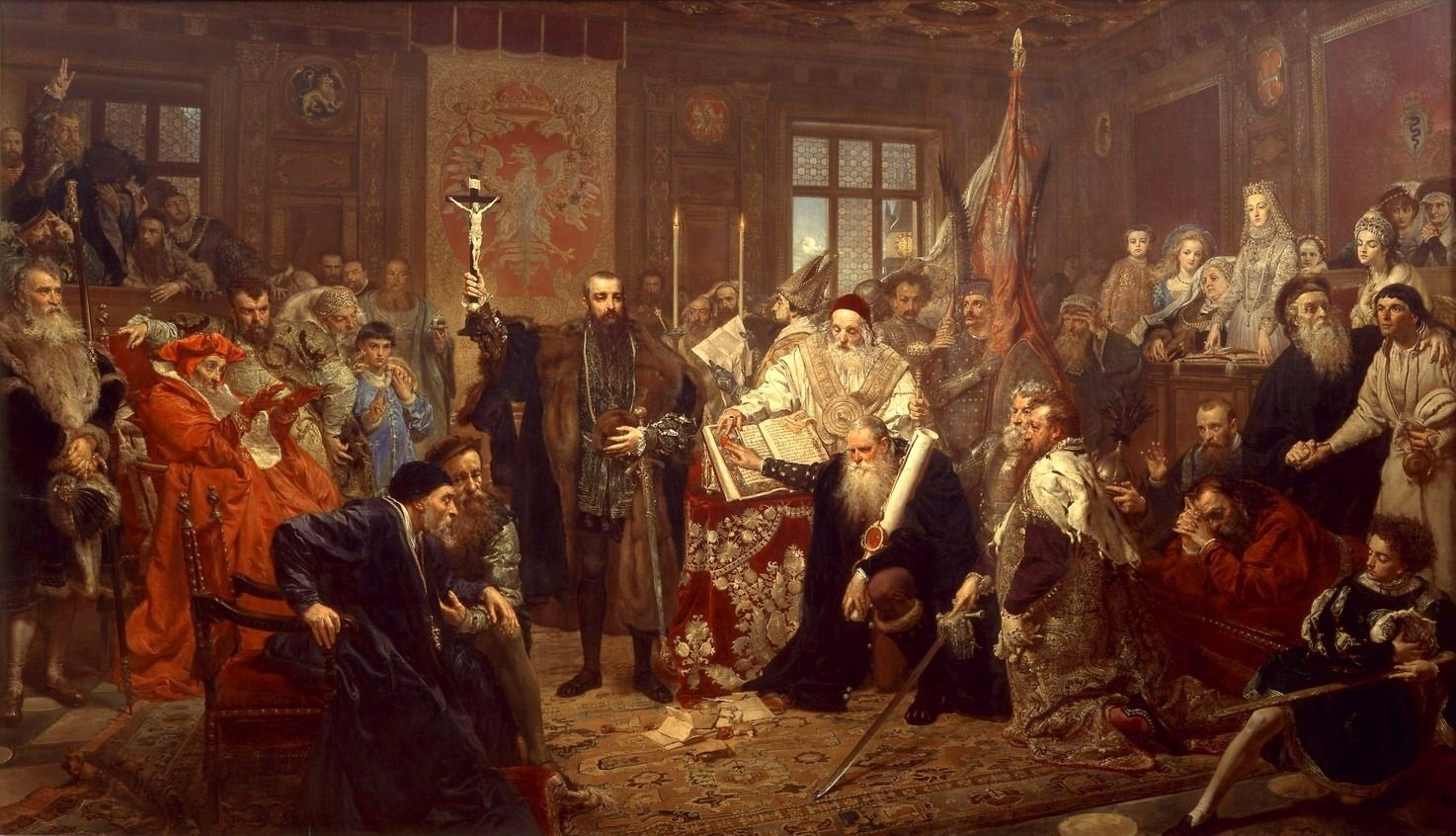
L'Union de Lublin 1569.
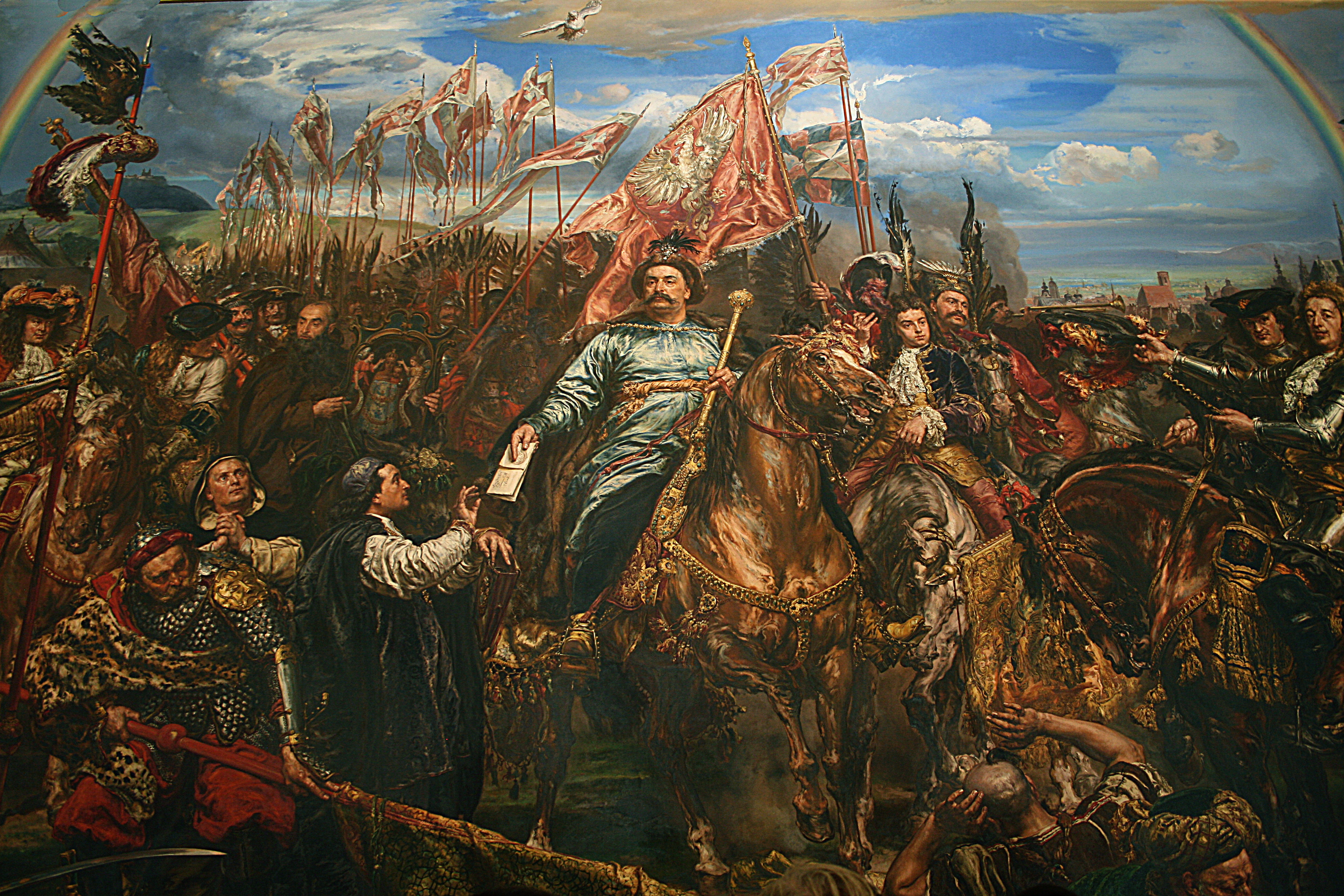
Victoire de Jean III Sobieski à Vienne 1683.
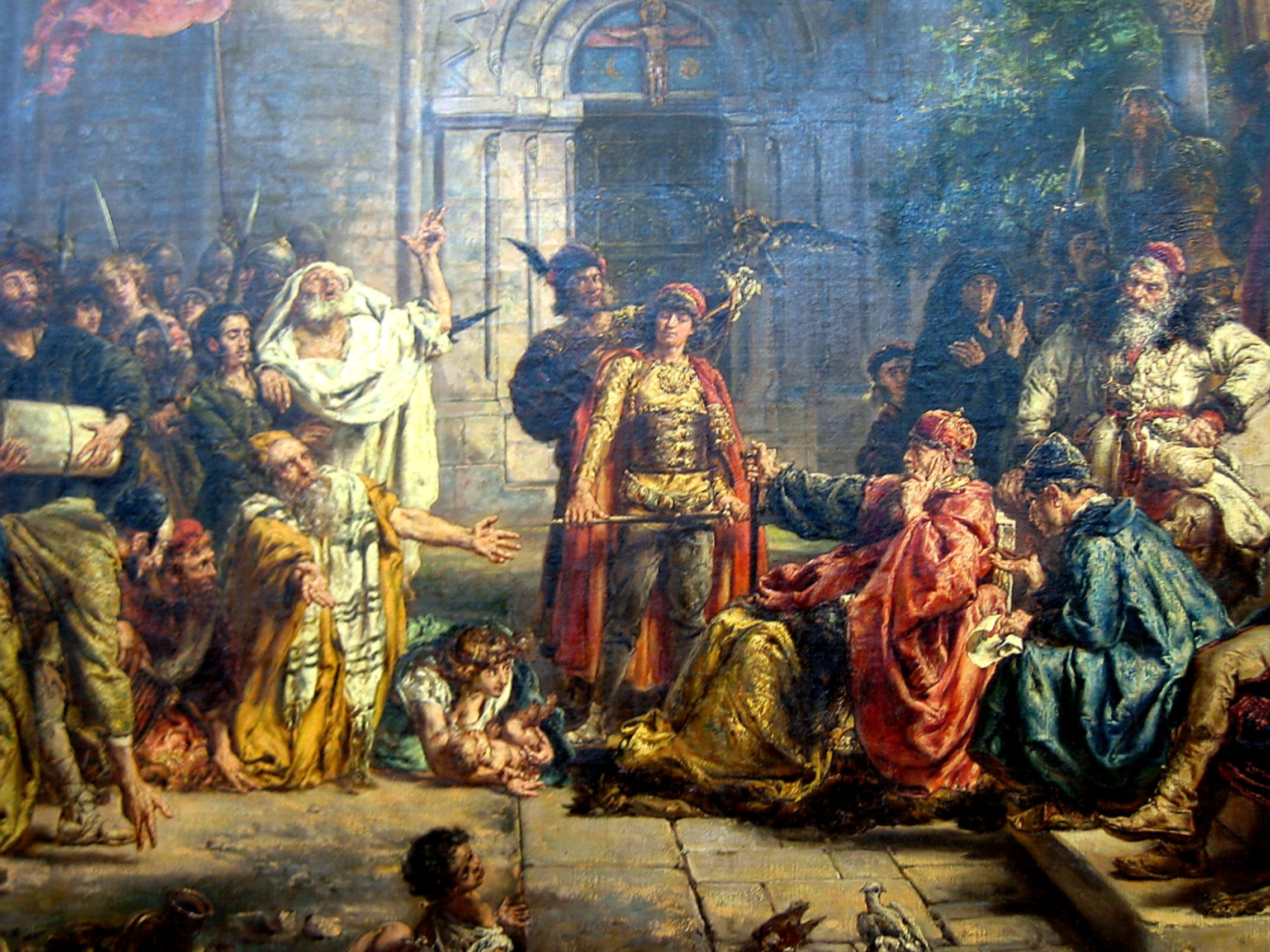
Accueil des Juifs en Pologne 1096.

## Élèves
- Stanislas Ignace Fabijański
- Maurycy Gottlieb
- Charles-Boris de Jankowski
- Jacek Malczewski
- Józef Mehoffer
- Edward Okuń
- Stanisław Wyspiański